# Møre og Romsdal
Møre og Romsdal ( PRONÚNCIA; literalmente Møre e Romsdal) é um condado do sul da Noruega, com 13 840 km² de área e 265 238 habitantes (2020). O condado faz fronteira a leste e nordeste com Trøndelag, a sudeste com Innlandet, a sul com Vestlandet e a sudoeste com o Mar da Noruega. O seu centro administrativo está em Molde e a sua maior cidade é Ålesund.

## Etimologia
O nome geográfico Møre og Romsdal é composto por dois elementos. Møre deriva da palavra mærr (terra, país) em nórdico antigo, possivelmente associada a marr (mar) igualmente em nórdico antigo, significando assim ”terra junto ao mar” ou "terra alagada". Romsdal deriva por sua vez do nórdico antigo Raumsdalr, literalmente vale do rio Rauma.

## Comunas
- Aukra
- Ålesund
- Aure
- Averøy
- Eide
- Fræna
- Frei
- Giske
- Gjemnes
- Hareid
- Herøy på Sunnmøre
- Halsa
- Haram
- Kristiansund
- Midsund
- Molde
- Nesset
- Norddal
- Ørskog
- Ørsta
- Rauma
- Rindal
- Sande på Sunnmøre
- Stordal
- Skodje
- Sunndal
- Smøla
- Sandøy
- Surnadal
- Stranda
- Sula
- Sykkylven
- Tingvoll
- Ulstein
- Vanylven
- Vestnes
- Volda

Nota: A antiga comuna de Tustna foi incorporada à comuna de Aure em 1 de janeiro de 2006.

Condado de Møre og Romsdal
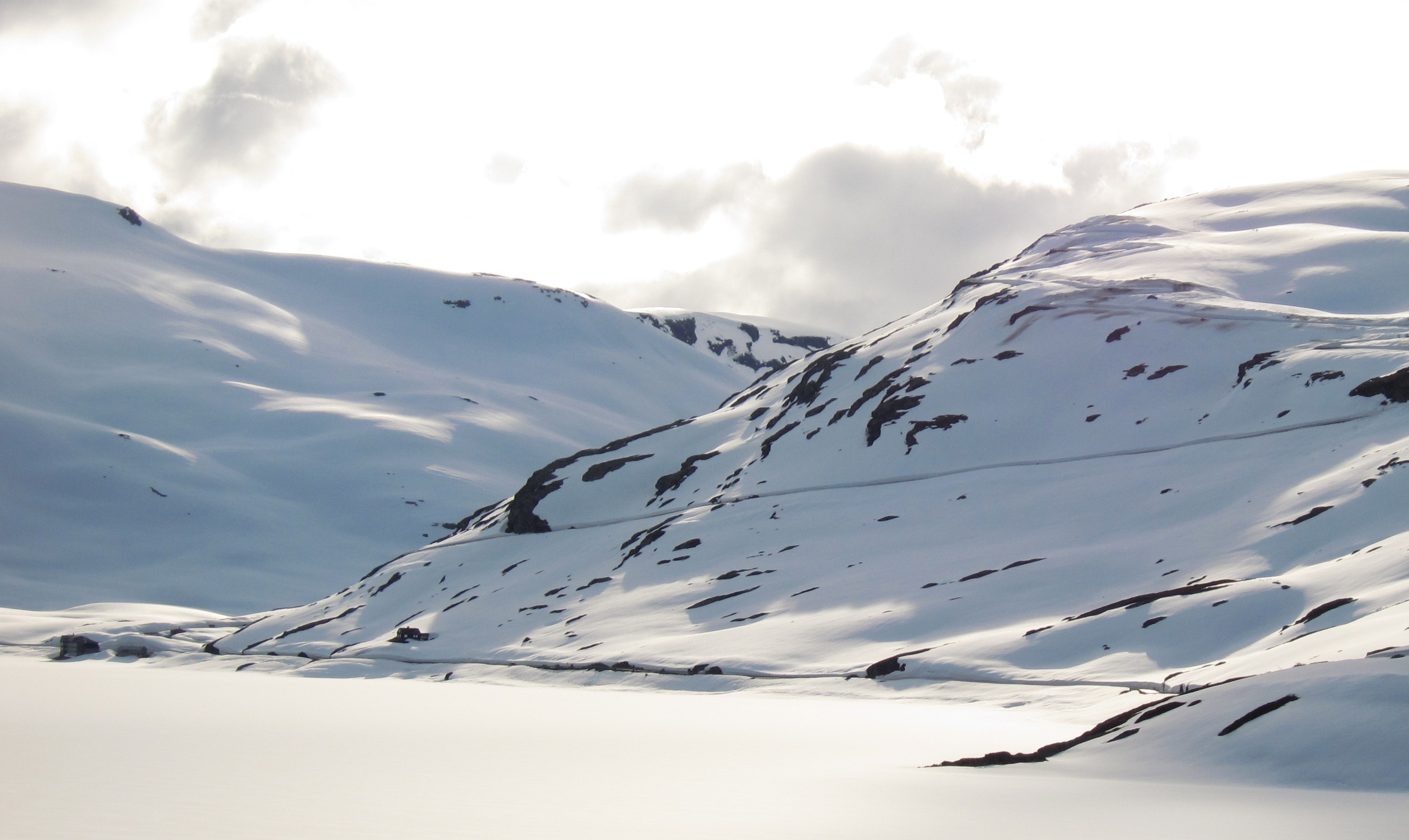
Montanhas do condado
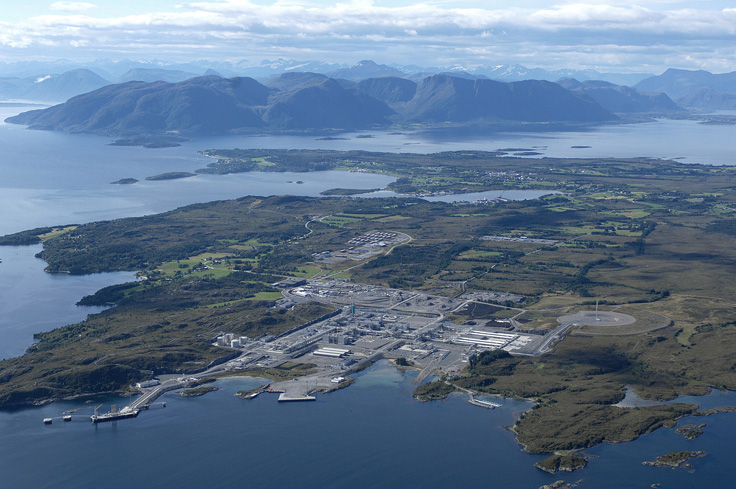
A ilha plana de Gossa
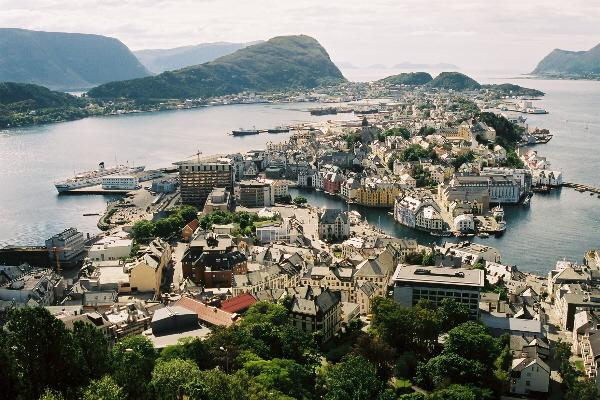
A cidade de Ålesund
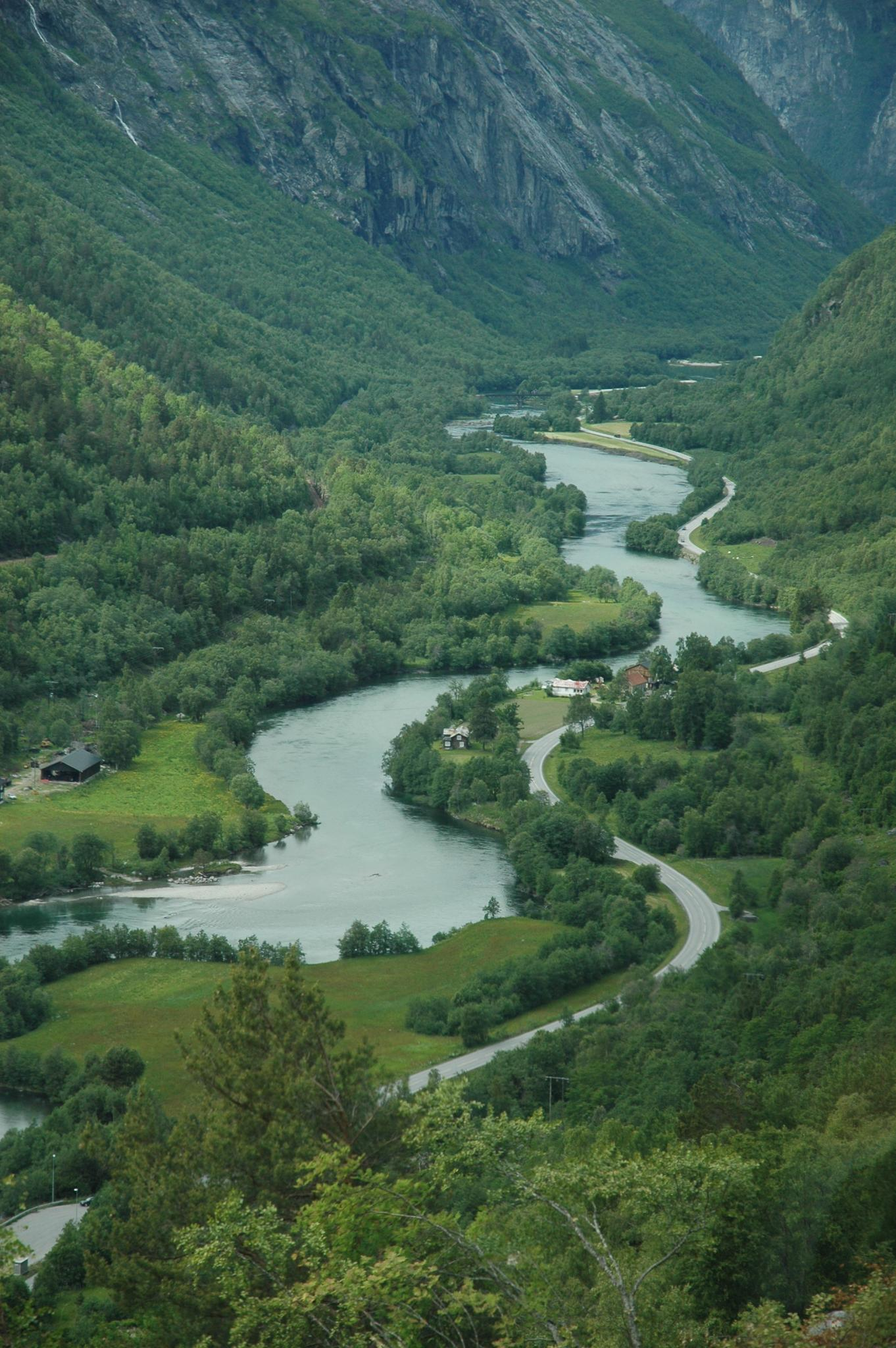
O rio Rauma